# جيمي مككولوك
جيمي مككولوك (بالإنجليزية: Jimmy McCulloch)‏ هو عازف قيثارة وموسيقي وكاتب أغاني بريطاني، ولد في 4 يونيو 1953 في دمبارتون في المملكة المتحدة، وتوفي في 27 سبتمبر 1979 في Maida Vale ‏ في المملكة المتحدة بسبب جرعة زائدة.

## وصلات خارجية
- جيمي مككولوك على موقع IMDb (الإنجليزية)
- جيمي مككولوك على موقع ميوزك برينز (الإنجليزية)
- جيمي مككولوك على موقع ديسكوغز (الإنجليزية)